# Percy John Heawood
Percy John Heawood (1861–1955) byl britský matematik. Celý svůj pracovní život věnoval problému čtyř barev, přičemž v roce 1890 ukázal, že je důkaz Alfreda Kempa z roku 1879 nesprávný. Věta byla dokázána až roku 1976 s pomocí počítačů.